# 西堂行人
西堂 行人（にしどう こうじん、1954年10月5日 - ）は、演劇評論家、元明治学院大学文学部教授。

## 人物
未來社社長・西谷能雄の子として東京都に生まれる。本名・西谷雅英。兄は未來社社長・西谷能英。1973年私立武蔵高校卒、1978年早稲田大学文学部演劇学科卒、同大学院中退。未來社の編集者を務めたのち演劇批評家となり、1998年より近畿大学文芸学部講師、助教授、教授。2016年近畿大学を退職。2017年4月より明治学院大学教授。2023年明治学院大学を定年退職。読売演劇大賞選考委員を務めた。元 AICT国際演劇評論家協会日本センター 会長 (2006-2012)。

## 著書
- 『演劇思想の冒険』論創社 1987
- 『見ることの冒険』れんが書房新社 1991
- 『小劇場は死滅したか 現代演劇の星座』れんが書房新社 1996
- 『ハイナー・ミュラーと世界演劇』論創社 1999
- 『ドラマティストの肖像 現代演劇の前衛たち』れんが書房新社 2002
- 『韓国演劇への旅』晩成書房 2005
- 『劇的クロニクル 1979～2004劇評集』論創社 2006
- 『現代演劇の条件 劇現場の思考』晩成書房 2006
- 『演劇は可能か 〈一九九五年以後〉の劇的想像力』晩成書房 2008
- 『〈証言〉日本のアングラ 演劇革命の旗手たち』作品社 2015
- 『蜷川幸雄×松本雄吉 二人の演出家の死と現代演劇』作品社 2017
- 『日本演劇思想史講義』論創社 2020
- 『ゆっくりの美学 太田省吾の劇宇宙』作品社 2021
- 『新時代を生きる劇作家たち 2010年代以降の新旗手』作品社 2023

### 共編
- 『演出家の仕事 六〇年代・アングラ・演劇革命』日本演出者協会共編 れんが書房新社 2006
- 『八〇年代・小劇場演劇の展開―演出家の仕事〈3〉』日本演出者協会共編 れんが書房新社 2009
- 『近大はマグロだけじゃない！』西堂行人×TOPs編　論創社　2016
- 『「轟音の残響」から 震災・原発と演劇』新野守広・高橋豊・藤原央登共編、晩成書房, 2016
- 『唐十郎特別講義 演劇・芸術・文学クロストーク』編、国書刊行会 2017

## 参考
- 『近大はマグロだけじゃない！』「近畿大学を辞めるにあたって－刊行にかえて」「年表」
- J-GLOBAL:
- 近畿大学:

## 注
1. ↑  武蔵73会編『僕らが育った時代　1967-1973』れんが書房新社、2012

| スタブアイコン | サブスタブ | この項目は、まだ閲覧者の調べものの参照としては役立たない、人物に関連した書きかけの項目です。この項目を加筆・訂正などしてくださる協力者を求めています（P:人物伝/PJ:人物伝）。 |